# Hardy Boyz
The Hardy Boyz, també coneguts com a The Hardys i Team Xtreme, va ser un tag team de lluita lliure professional, que estava format pels dos germans, Matt Hardy i Jeff Hardy. Competien a l'empresa World Wrestling Entertainment (WWE). The Hardys han aconseguit posseir diverses vegades el Campionat Mundial per Parelles.